# Edward Coke
Pour les articles homonymes, voir Coke.
Sir Edward Coke (prononcer cook) (1er février 1552 – 3 septembre 1634) est un jurisconsulte anglais.

## Biographie
Edward Coke est successivement avocat de la couronne (1592), procureur général, président de la cour des plaids communs, 1er juge du Banc du roi (1613), et rend dans ces fonctions de grands services à Élisabeth Ire d'Angleterre et à Jacques Ier d'Angleterre.
Edward Coke est chargé de poursuivre le comte d'Essex, Walter Raleigh, les auteurs de la Conspiration des poudres, et Robert Carr (1er comte de Somerset), ancien favori du roi. Il est en même temps un des membres les plus influents du Parlement et se faisait remarquer par son indépendance.
Ayant irrité Jacques Ier et son favori, George Villiers, 1er duc de Buckingham, par sa courageuse opposition, il fut dépouillé de toutes ses dignités à la fin de sa carrière. Edward Coke mourut dans la retraite, en 1634, à 82 ans.
Edward Coke écrit Institutes du droit d'Angleterre en 1628, un ouvrage classique souvent réimprimé. Il eut pour rival et pour adversaire le fameux Francis Bacon.